# Fouchères (Yonne)
Fouchères – miejscowość i gmina we Francji, w regionie Burgundia-Franche-Comté, w departamencie Yonne.
Według danych na rok 1990 gminę zamieszkiwało 375 osób, a gęstość zaludnienia wynosiła 25 osób/km² (wśród 2044 gmin Burgundii Fouchères plasuje się na 550. miejscu pod względem liczby ludności, natomiast pod względem powierzchni na miejscu 644.).